# Wacław Gniazdowski

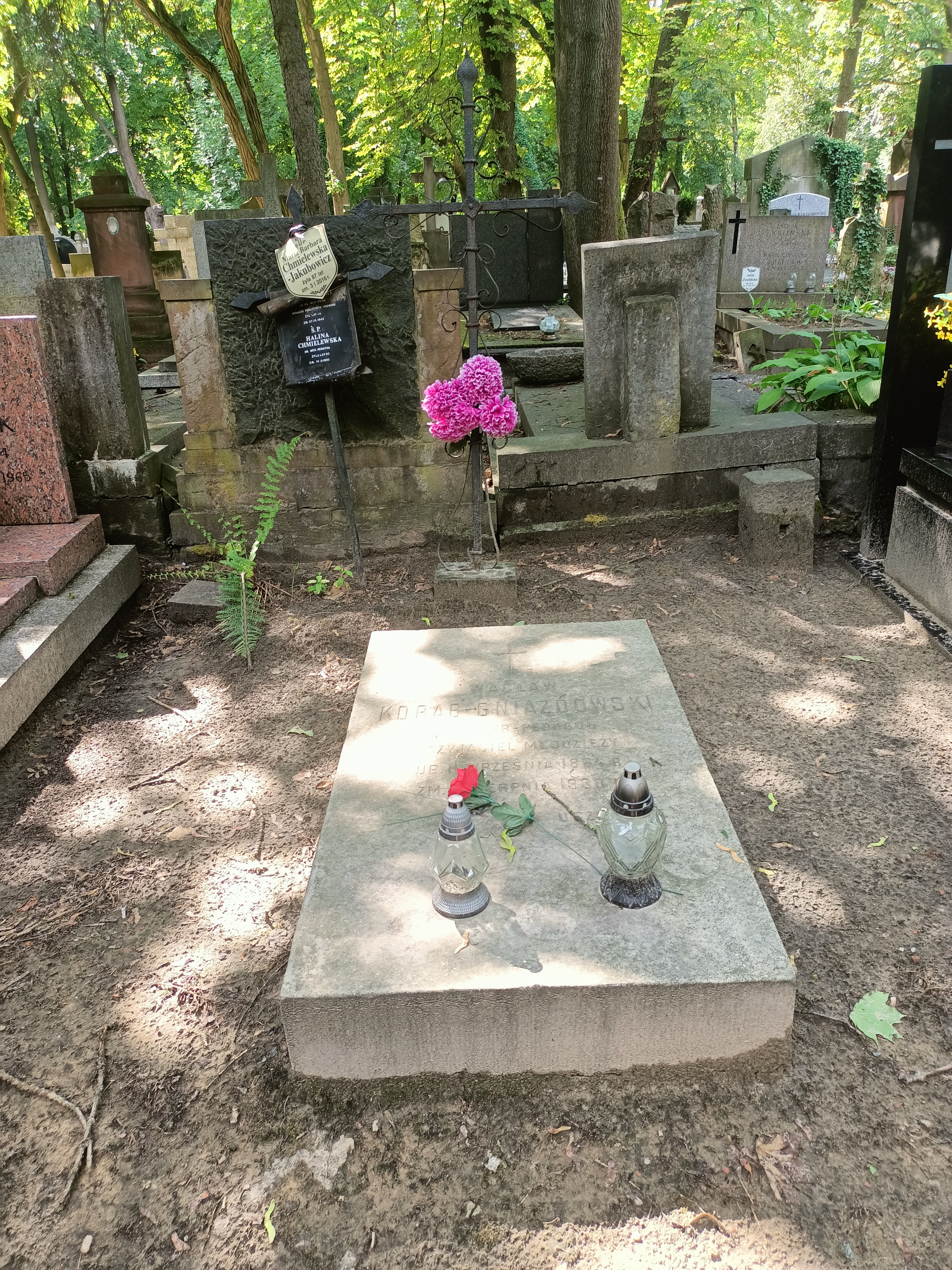
Grób Wacława Korab-Gniazdowskiego na cmentarzu Powązkowskim w Warszawie

Wacław Gniazdowski herbu Korab, Гняздовский Вацлав Феофилович (ur. 11 września 1864 w Chojnacie, zm. 7 sierpnia 1938 w Warszawie) – polski inżynier, nauczyciel i wykładowca akademicki.

## Życiorys
Ukończył studia na Wydziale Mechanicznym Instytutu Technologicznego w Charkowie (Практический технологический институт) (1885-1892) z tytułem technologa. Praktykował w przędzalniach bawełny w Manchesterze. Był zatrudniony w charakterze inżyniera w Towarzystwie Akcyjnym Zakładów Żyrardowskich Hielle i Dittrich w ówczesnej Rudzie Guzowskiej oraz na Kolei Żelaznej Warszawsko-Wiedeńskiej. Od 1898 pracował jako nauczyciel matematyki, następnie w latach 1915–1929 dyrektor „Szkoły Kolejowej” w Warszawie przy ul. Chmielnej 88/90, kolejno noszącej nazwy - Szkoły Technicznej Drogi Żelaznej Warszawsko-Wiedeńskiej (1875–1908), Szkoły Techniczno-Komunikacyjnej (1918–1919), Państwowej Szkoły Techniczno-Komunikacyjnej (1919–1923) i Państwowej Średniej Szkoły Technicznej Kolejowej (1923–1938).
Po ewakuacji z chwilą wybuchu I wojny światowej w 1915 szkoły do Moskwy pozostał w Warszawie, zabezpieczając jej majątek oraz inicjując jeszcze w czasie działań wojennych otwarcie szkoły techniczno-komunikacyjnej. Wspomagał finansowo szkołę aż do jej upaństwowienia w 1919. Jednocześnie wykładowca przędzalnictwa (1898-1906) i geometrii wykreślnej (1901–1902, 1906) oraz kier. warsztatów (1901–1907) Szkoły im. Wawelberga i Rotwanda w Warszawie, wykładowca Wydziału Technicznego Towarzystwa Kursów Naukowych w Warszawie (1909–1916), również członek TKN (1908–1916), oraz wykładowca (docent) geometrii wykreślnej Politechniki Warszawskiej (1924).
Mieszkał w Milanówku, następnie w Otwocku pod Warszawą. Pochowany na cmentarzu Powązkowskim.